# Saint-Marc-sur-Seine
Saint-Marc-sur-Seine é uma comuna francesa na região administrativa da Borgonha-Franco-Condado, no departamento de Côte-d'Or. Estende-se por uma área de 8,43 km². Em 2010 a comuna tinha 111 habitantes (densidade: 13,2 hab./km²).